# 小口禎三
小口 禎三（おぐち ていぞう、1917年6月10日 - 2006年11月11日）は、日本の映画プロデューサー。岩波映画製作所創業者の1人で、初代代表取締役社長を務めた。

## 略歴
長野県岡谷市出身。長野県諏訪中学校（現在の長野県諏訪清陵高等学校）を経て、東京写真専門学校（現在の東京工芸大学）を卒業した。1938年、東宝映画（現在の東宝）に入社した。その後日本映画社を経て、1949年に中谷宇吉郎、吉野馨治、小林勇、羽仁進らとともに中谷研究室プロダクション（のちの岩波映画製作所）を設立した。同社は設立当初から社長ポストが空席であったが、1968年に岩波映画製作所代表取締役社長に就任し、その後会長、相談役を歴任した。映像文化製作者連盟理事長を務めた。

## 映画

### 企画作品
- トキよ舞い上がれ（1991年）
- 長江悠々（1998年）

### 製作作品
- 絵を描く子どもたち（1956年）
- ひとりの母の記録（1956年）
- 双生児学級（1956年）
- 鯨箱根を越ゆ（1957年）
- 谷川岳の記録 遭難（1958年）
- 海は生きている（1958年）
- 有峰ダム（1959年）
- 醤油（1959年）
- 伸びゆくスライド・ファスナー（1959年）
- たのしい文明史 鉄ものがたり（1962年）
- 彼女と彼（1963年）
- ある機関助士（1963年）
- ぬくもり（1985年）
- 別れ道（1985年）
- しあわせ配達人（1987年）

### プロデューサー作品
- 病院はきらいだ（1991年）
- 農民とともに 地域医療にとりくみ50年（1995年）
- あの日この校舎で 五十年前に被爆したナガサキの記憶（1997年）

## 著書
- 『映画ひとすじ五十年』小口禎三傘寿記念出版会

## 受賞歴
- 春木賞 日本映画テレビ技術協会（1980年）